# 大林慈濟醫院

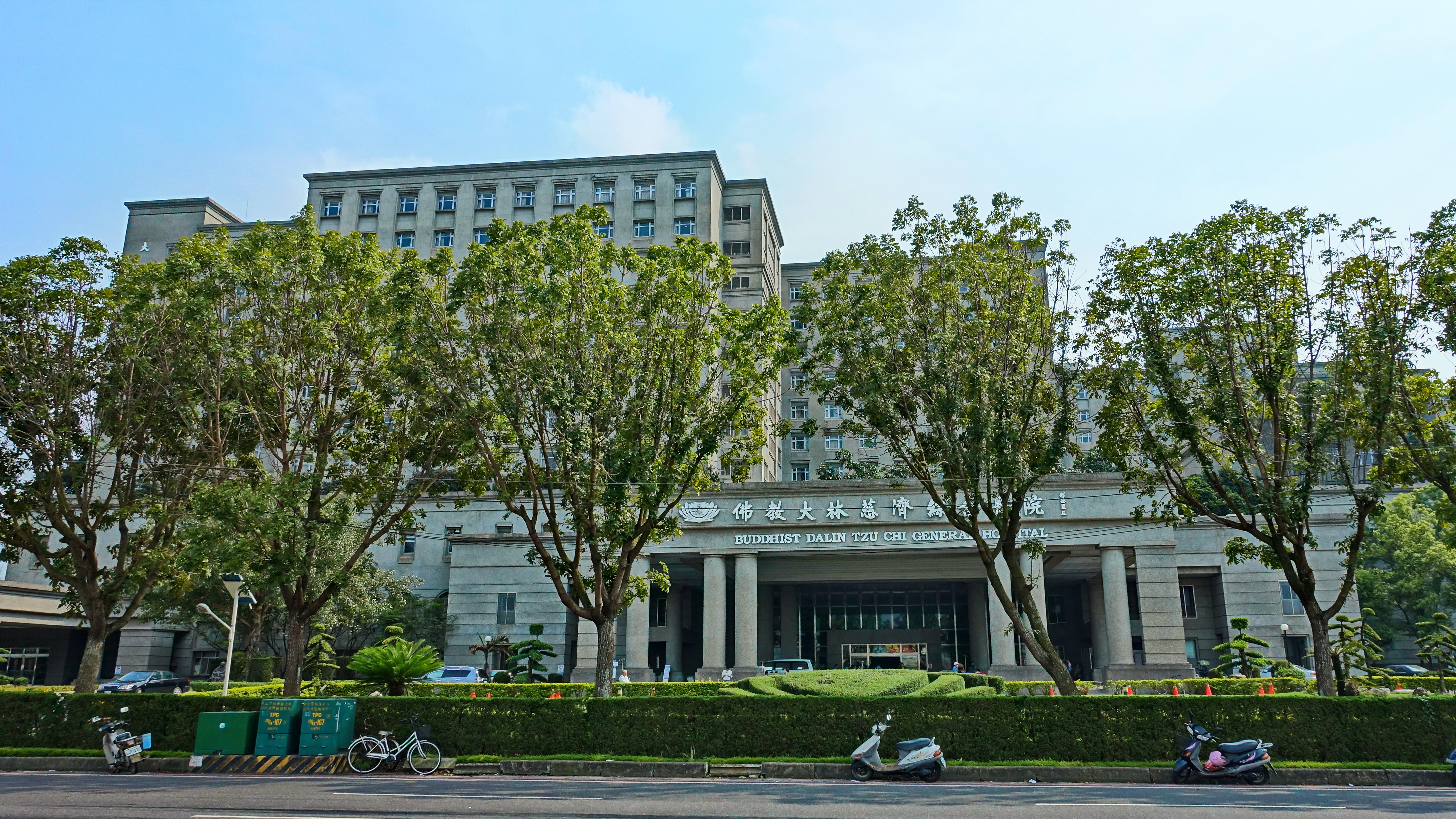
大林慈濟醫院

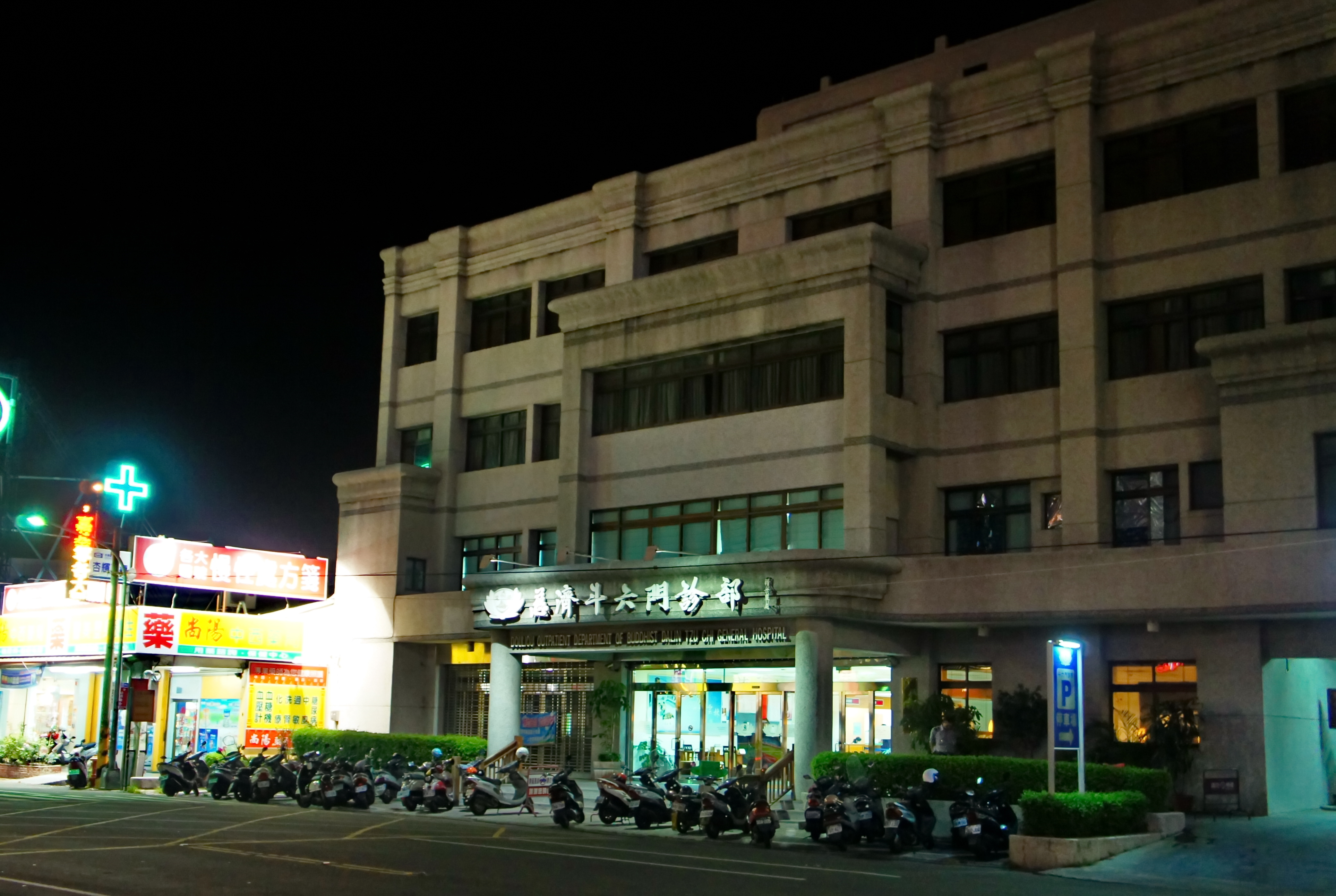
大林慈濟醫院斗六門診部

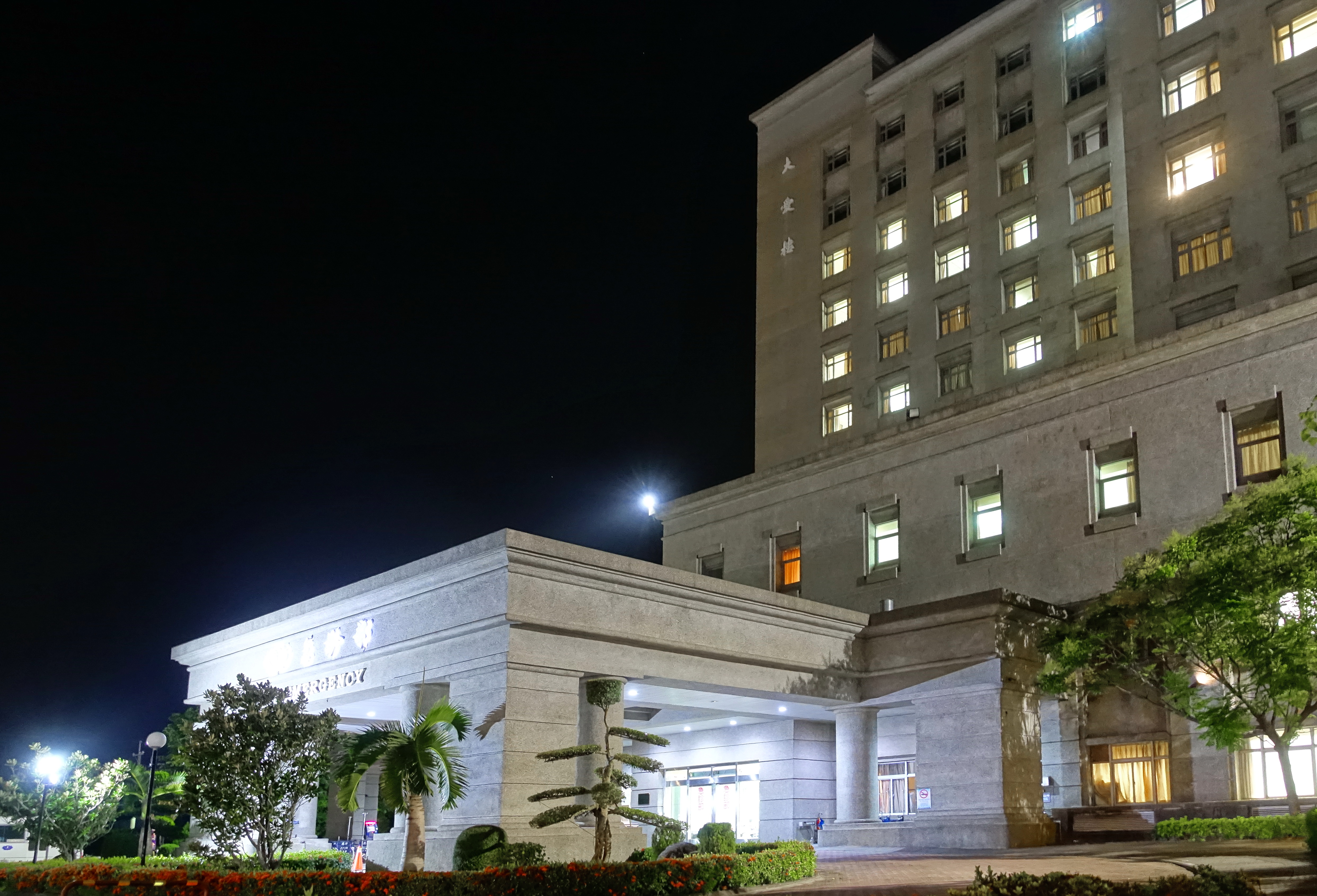
大林慈濟醫院急診室

佛教慈濟醫療財團法人大林慈濟醫院，是慈濟醫療體系下的一間區域教學醫院，院址位於嘉義縣大林鎮。

## 沿革
1991年2月2日，大林鎮長、國策顧問蕭天讚等各級民意首長請託證嚴法師於大林建設慈濟醫院。隔年10月，行政院衛生署行文原則同意慈濟在嘉義縣大林鎮設立醫院。1996年10月13日，大林慈院動土興建，並於2000年8月13日落成啟用，設有全臺首部配備強度調控放射治療（IMRT）模式的數位直線加速器，同年度12月7日身心醫學科病房落成啟用。
2001年1月20日，大林慈院完成首例病理解剖。6月28日通過區域醫院評鑑，11月10日完成首例腎臟移植手術。

## 組織架構
大林慈濟醫院下設有內科、外科、獨立科部。原另設有斗六慈濟門診，惟2019年1月斗六門診部升格斗六慈濟醫院。
- 內科部
  - 一般內科
  - 心臟內科
  - 血液腫瘤科
  - 老人醫學科
  - 胸腔內科
  - 腎臟內科
  - 腸胃內科
  - 新陳代謝科
  - 感染科
  - 過敏免疫風濕中心
  - 內科加護病房
- 外科部
  - 一般外科
  - 大腸直腸外科
  - 心臟外科
  - 血管外科
  - 內分泌外科
  - 外傷科
  - 神經外科
  - 胸腔外科
  - 移植外科
  - 整形外科
  - 手術室
  - 外科加護病房
- 獨立科部
  - 中醫部
  - 急診部
  - 一般科
  - 小兒科
  - 牙科
  - 皮膚科
  - 耳鼻喉科
  - 身心醫學科
  - 泌尿科
  - 放射腫瘤科
  - 神經內科
  - 家庭醫學部
  - 骨科部
  - 核子醫學科
  - 麻醉科
  - 婦產科
  - 眼科
  - 復健科
  - 解剖病理科
  - 影像醫學科
  - 職業醫學科
- 其他科部
  - 護理部
  - 藥學部
  - 臨床病理科
  - 營養治療科
  - 社區醫療部
  - 教學部
  - 研究部
- 特色及功能中心
  - 關節中心
  - 腫瘤中心
  - 移植中心
  - 雷射中心
  - 健康管理中心
  - 國際醫療中心
  - 睡眠中心
  - 預防醫學中心
  - 分子醫學中心
  - 臨床心理中心
  - 過敏免疫風濕中心
  - 心血管中心
  - 生殖醫學中心
  - 失智症中心
  - 感染管制中心
  - 脊椎中心
  - 減重與代謝手術治療中心
  - 長期照顧服務中心
- 行政單位
  - 院長室
  - 品管中心
  - 法務中心
  - 企劃室
  - 人力資源室
  - 人文室
  - 公共傳播室
  - 職業安全衛生室
  - 工務室
  - 社服室
  - 總務室
  - 財務室
  - 資訊室
  - 醫事室

## 歷任院長
1. 林俊龍（2000年8月13日－2008年）
2. 簡守信（2008年－2012年）
3. 賴寧生（2012年8月1日－）

## 外部連結
- 官方网站